# Wat Suwannaram
Il Wat Suwannaram Ratchaworawihan, solitamente abbreviato in Wat Suwannaram o Wat Suwan (วัดสุวรรณาราม, วัดสุวรรณ; RTGS : Wat Suwan Naram, Wat Suwan) è uno storico tempio buddista che si trova a Bangkok nel distretto di Bangkok Noi, dalla parte di Thonburi, sulla riva occidentale del Khlong Bangkok Noi.

## Storia
Il tempio risale al regno di Ayutthaya, quando era conosciuto come Wat Thong (วัดทอง; letteralmente monastero d'oro). Più tardi, nell'era del re Taksin del regno di Thonburi, venne usato come campo di esecuzione per i prigionieri di guerra birmani così come il Wat Khok (ora Wat Phlapphla Chai) nell'odierna zona di Phlapphla Chai. 
Successivamente il re Rama I gli ha conferito il nome Wat Suwannaram, che indica il patrocinio reale, e fino al regno di Rama V i terreni del wat venivano utilizzati anche come luogo di cremazione per i membri della famiglia reale thailandese e dei funzionari di alto rango del Regno.
Sotto il regno di Rama III il tempio venne restaurato e la sala dell'ordinazione venne arricchita di pitture murali nel tradizionale stile thailandese che sono considerate capolavori dell'era Rattanakosin. Interessante è anche l'architettura della sala delle ordinazioni, dove l'edificio è curvo come una giunca cinese nello stile del tardo periodo Ayutthaya.
All'interno del tempio si trova un'immagine del Buddha, conosciuta come Phra Satsada (พระศาสดา; "Buddha del profeta"), considerata molto sacra e venerata quotidianamente da molte persone.

## Storie di fantasmi
Poiché era un luogo di esecuzione, si racconta che il tempio sia un luogo infestato e diverse persone affermano di aver visto dei preta sul campanile e un fantasma di un uomo senza testa con un chong kraben rosso.